# Belleville-sur-Loire
Belleville-sur-Loire är en kommun i departementet Cher i regionen Centre-Val de Loire i de centrala delarna av Frankrike. Kommunen ligger  i kantonen Léré som tillhör arrondissementet Bourges. År 2022 hade Belleville-sur-Loire 990 invånare.
I Belleville-sur-Loire finns en kärnkraftsanläggning.

## Befolkningsutveckling
Antalet invånare i kommunen Belleville-sur-Loire
Referens:INSEE